# Mariele Millowitsch

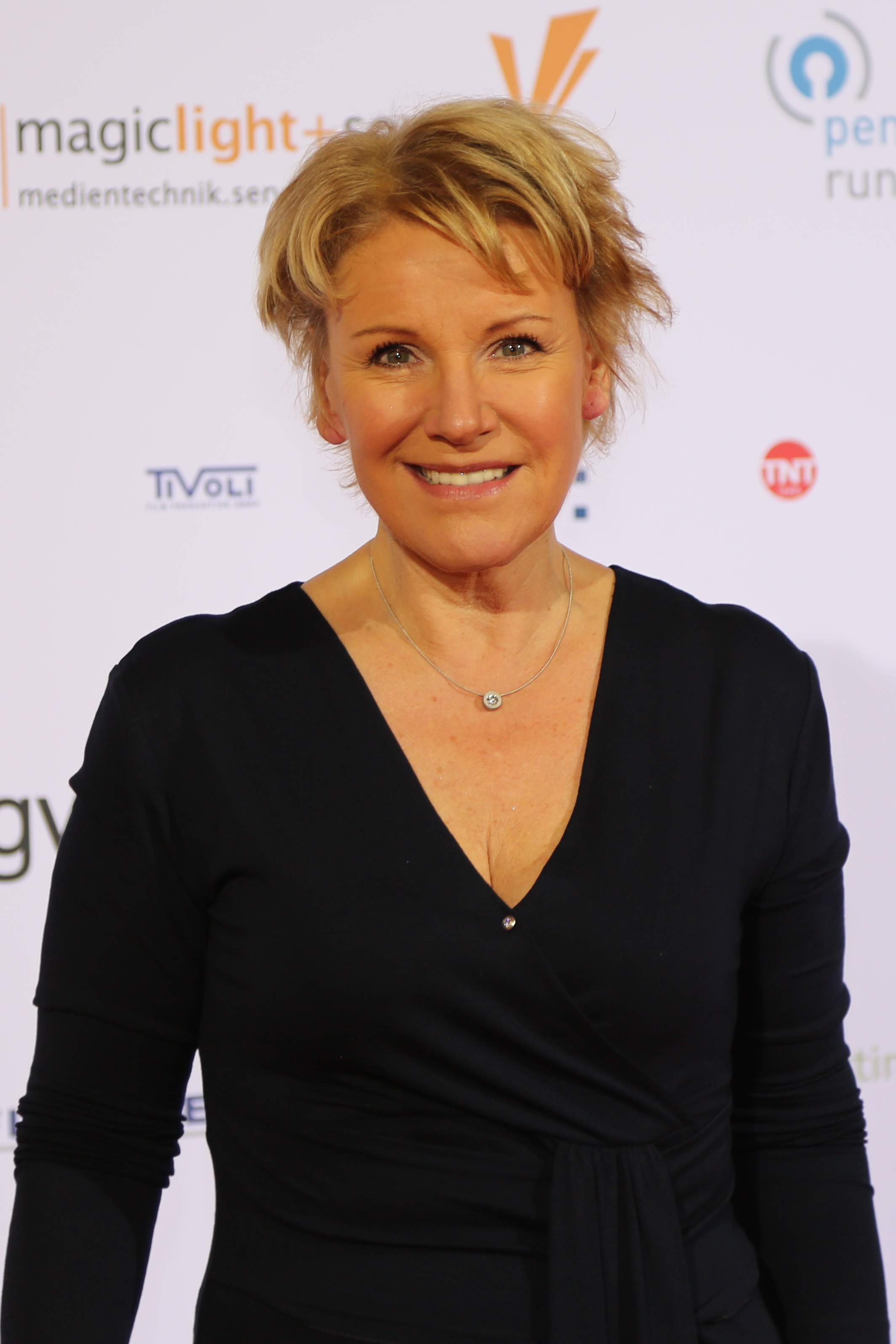
Mariele Millowitsch, 2017

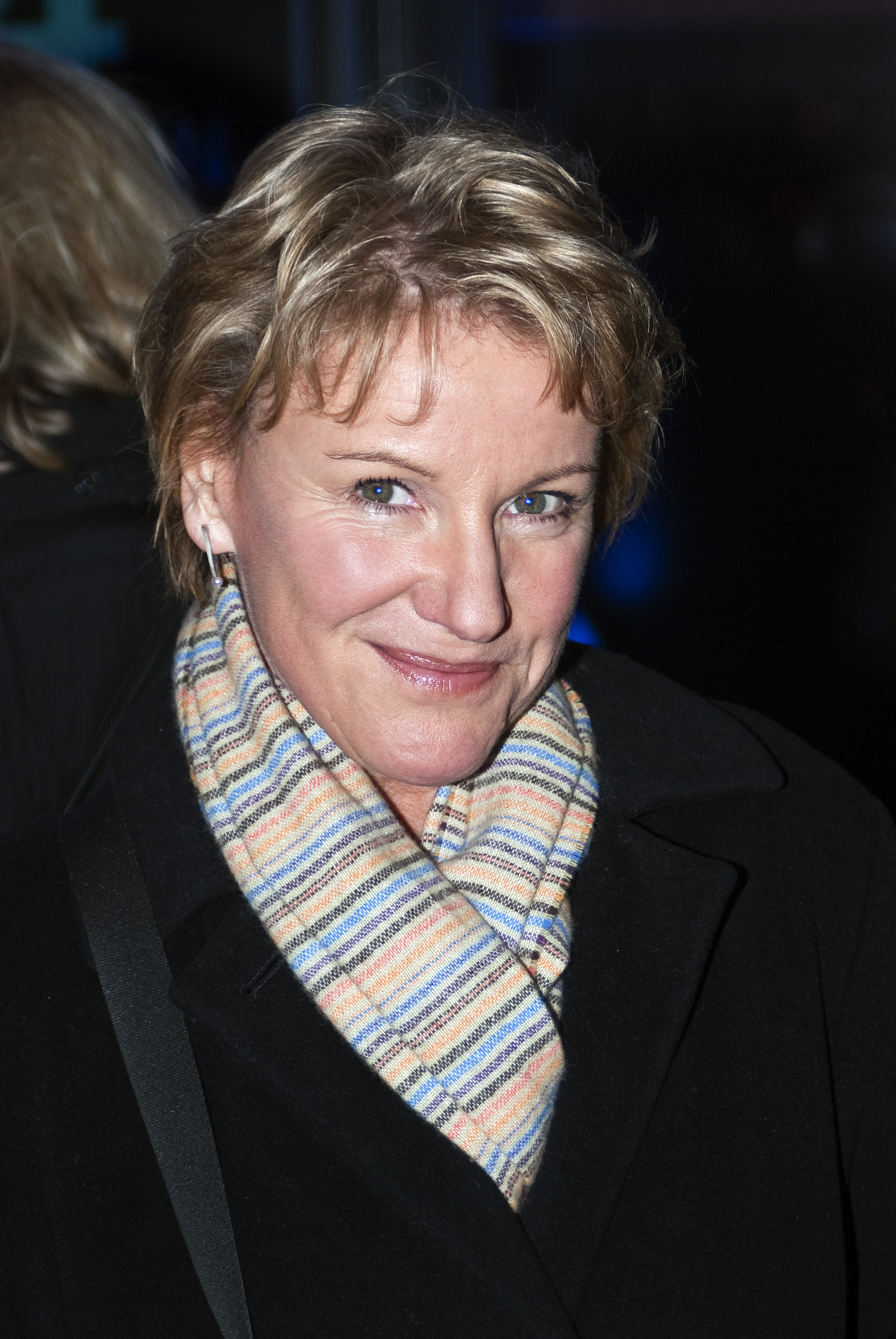
Mariele Millowitsch, 2009

Marie-Luise „Mariele“ Millowitsch (* 23. November 1955 in Köln) ist eine deutsche Theater- und Filmschauspielerin. Sie wurde in den 1990er Jahren mit Fernsehserien wie girl friends – Freundschaft mit Herz und Nikola bekannt. Seit 2008 spielt sie die Kommissarin Marie Brand in der gleichnamigen Krimireihe.

## Leben

### Familie
Mariele Millowitsch entstammt einer deutschen Schauspielerfamilie. Sie wurde 1955 als viertes und jüngstes Kind des Kölner Volksschauspielers Willy Millowitsch und seiner Frau Gerda geboren. Ihre Tante, die Volksschauspielerin Lucy Millowitsch, leitete das familieneigene Theater viele Jahre lang zusammen mit ihrem Vater. Ihre Großtante war die Schauspielerin und Sängerin Cordy Millowitsch. Der Großvater Peter Wilhelm Millowitsch war ebenfalls Schauspieler und Theaterleiter. Er erwarb 1936 das Theater an der Aachener Straße in Köln. Auch ihr Bruder Peter ist als Schauspieler tätig und leitete von 1998 bis 2018 das Familientheater.

### Ausbildung und Promotion
Bedingt durch den Beruf ihrer Eltern stand Millowitsch, genau wie ihre Geschwister, bereits früh auf der Bühne und übernahm neben ihrer Schulausbildung zahlreiche Rollen am familieneigenen Theater. Nach dem Abitur studierte sie zunächst Veterinärmedizin an der Ludwig-Maximilians-Universität in München. 1983 nahm sie kurz vor Ende ihres Studiums ein Angebot von Kay Lorentz an, am Düsseldorfer Kom(m)ödchen zu spielen, und wechselte später zurück an das Millowitsch-Theater. 
Ende der 1980er Jahre entschied sie sich, ihr Studium wieder aufzunehmen und abzuschließen. Sie promovierte 1991 zur Dr. med. vet. Ihre Dissertation behandelte Experimentelle und klinische Untersuchungen zur perkutanen partiellen Diskektomie (PPD) beim Hund. Sie übte ihren Beruf nicht aus, sondern kehrte nach der Promotion endgültig zur Schauspielerei zurück.

### Schauspielkarriere
Neben der Arbeit am Theater erhielt sie bald kleine Rollen in Fernsehserien. Mitte der 1990er wurde sie in Deutschland einem breiten Publikum bekannt, als sie ab 1995 in der ZDF-Serie girl friends – Freundschaft mit Herz die Rolle der Marie Malek spielte. Diese Hauptrolle an der Seite von Walter Sittler verkörperte sie bis 2004. Das Schauspielerduo war ab 1997 parallel in der Comedyserie Nikola bei RTL zu sehen.
Im Mai 2003 wurde von RTL der Thriller Die Stimmen unter der Regie von Rainer Matsutani ausgestrahlt. Millowitsch spielte darin eine Kommissarin. Auch in internationalen Produktionen wie der französischen Serie Julie Lescaut spielte sie mit. Nach dem Ende von Nikola im Jahr 2005 übernahm sie erneut eine Serienhauptrolle. In der deutschen Version von Family Law verkörperte sie in 16 Episoden die Familienanwältin Hanna Lorenz.
2008 kehrte sie zum ZDF zurück und spielt seitdem dort die Kölner Kommissarin Marie Brand in der gleichnamigen Krimireihe. Die FAZ hielt die Filmreihe zwar für „nicht innovativ“, aber „gut geschrieben, gut gespielt und gut gemacht“. Neben ihrer Mitwirkung in zahlreichen Fernsehserien war sie auch mehrfach in diversen Fernsehfilmen in Hauptrollen zu sehen, wie etwa in Dirk Regels Lottoschein ins Glück (2003, an der Seite von Miroslav Nemec), in Scheidung für Fortgeschrittene von Josh Broecker (2010, neben Serienpartner Sittler), in Thomas Nennstiels Tragikomödie Idiotentest (2012) oder an der Seite von Johanna Gastdorf als Umweltaktivistin Anna Wagner in Zwei mitten im Leben (2014). Ab 2021 war sie als Bewährungshelferin in der ARD-Reihe Klara Sonntag in der Titelrolle zu sehen.

### Fernsehen
Von 1990 bis 1995 war Millowitsch Teil des vierköpfigen Rateteams der Spielshow Pssst …, die von Harald Schmidt moderiert und zunächst im WDR (1990 bis 1992), anschließend im Ersten (1993 bis 1995) ausgestrahlt wurde.

### Gesellschaftliches Engagement
Millowitsch ist Mitglied bei Ärzte ohne Grenzen und Schirmherrin der Patientinnentage des Brustzentrums Holweide, außerdem unterstützt sie das Health Center Jattaba in Gambia. Im Februar 2017 wurde sie von der SPD als Delegierte in die Bundesversammlung zur Wahl des deutschen Bundespräsidenten 2017 berufen.

## Filmografie (Auswahl)

### Kinofilme
- 1991: Pizza Colonia
- 1992: Wunderjahre
- 2004: Männer wie wir
- 2011: Ausreichend (Kurzfilm)

### Fernsehfilme
- 1965: Drei kölsche Junge (Aufzeichnung aus dem Millowitsch-Theater)[9]
- 1973: Liebe mit 50
- 1975: Die Stadt im Tal
- 1975: Rauschgift
- 1978: Probezeit
- 1978: Et fussig Julche oder Prinzeß Wäscherin (Aufzeichnung aus dem Millowitsch-Theater)[10]
- 1978: Tatort: Der Feinkosthändler
- 1983: Die Sache Mensch
- 1984: Das Glücksmädel
- 1984: Das Liebesverbot
- 1984: Adel verpflichtet zu nichts
- 1984: Die spanische Fliege
- 1986: Tatort: Schwarzes Wochenende
- 1987: Minipli
- 1987: Das Mädchen aus dem Fahrstuhl
- 1987: Die vertagte Hochzeitsnacht
- 1989: Brausepulver – Berta und die Stürmer
- 1990: Der Medienfreak
- 1996: Das Traumschiff: Sydney
- 1998: Wiedersehen in Palma
- 1999: Meine beste Feindin
- 2000: Ich kaufe mir einen Mann
- 2000: Zwei vom Blitz getroffen
- 2002: Die Stimmen
- 2003: Lottoschein ins Glück
- 2004: Untreu
- 2005: Damals warst Du still
- 2005: Das geheime Leben meiner Freundin
- 2008: Mein Gott, Anna!
- 2008: Das Traumschiff: Rio de Janeiro
- 2008: Das Traumschiff: Vietnam
- 2009: Mein Mann, seine Geliebte und ich
- 2009: Heute keine Entlassung
- 2010: Scheidung für Fortgeschrittene
- 2011: Die Trödelqueen – Gelegenheit macht Liebe
- 2012: Idiotentest
- 2012: Schlaflos in Schwabing
- 2013: Der große Schwindel
- 2014: Zwei mitten im Leben
- 2015: Eine Handvoll Briefe – Liebe im Gepäck (beim ORF Lost & Found)
- 2016: Mama geht nicht mehr

### Fernsehserien
- 1980: Die seltsamen Methoden des Franz Josef Wanninger (Folge: Der Büffel vom Ödmoor)
- 1990: Heidi und Erni (12 Folgen)
- 1993: Tisch und Bett (1 Folge)
- 1993: Ihre Exzellenz, die Botschafterin (12 Folgen)
- 1993: Kommissar Klefisch (1 Folge)
- 1994: Julie Lescaut (1 Folge)
- 1994: Hallo, Onkel Doc! (1 Folge)
- 1994: Wir sind auch nur ein Volk (1 Folge)
- 1995: Sommergeschichten (1 Folge)
- 1995–2004: girl friends – Freundschaft mit Herz (69 Folgen)
- 1996: Heimatgeschichten (2 Folgen)
- 1996: Der Mordsfilm (3 Folgen)
- 1996–2005: Nikola (Titelrolle, 110 Folgen)
- 1998: Das Amt (1 Folge)
- 2000: Der Fahnder (1 Folge)
- 2005–2006: Die Familienanwältin (16 Folgen)
- seit 2008: Marie Brand (Fernsehreihe, → siehe Episodenliste)
- 2014: Danni Lowinski (Folge: Grün ist die Hoffnung)
- 2016: SOKO Köln (Folge: Letzte Meile)
- 2019–2021: Käthe und ich
  - 2019: Dornröschen
  - 2019: Das Findelkind
  - 2020: Zurück ins Leben
  - 2020: Papakind
  - 2021: Im Schatten des Vaters
- 2019: Ein Fall für Dr. Abel – Zerbrochen
- 2021: Klara Sonntag – Kleine Fische, große Fische
- 2022: Klara Sonntag – Liebe macht blind
- 2023: Klara Sonntag – Erste Liebe

## Lesungen
- Lesung aus Die Jahre. Übers. Sonja Finck. Deutsche Stimme Mariele Millowitsch, Moderation Carine Debrabandère.  LitRUHR, Zeche Zollverein, 8. Oktober 2017, in Anwesenheit von Annie Ernaux
- Szenische Lesung aus dem Buch Alte Liebe zusammen mit Walter Sittler, Autoren: Elke Heidenreich und Bernd Schroeder.

## Auszeichnungen
- 1996: Goldener Löwe als beste Serien-Schauspielerin für girl friends – Freundschaft mit Herz
- 1998: Adolf-Grimme-Preis für Nikola
- 1999: Nominierung für den Deutschen Fernsehpreis als Beste Schauspielerin Hauptrolle Serie
- 2000: Goldene Kamera für girl friends – Freundschaft mit Herz und Nikola
- 2002: Bayerischer Fernsehpreis für Nikola
- 2003: Deutscher Fernsehpreis in der Kategorie Beste Schauspielerin Sitcom für Nikola
- 2006: nominiert für den Deutschen Fernsehpreis in der Kategorie Beste Serie für Die Familienanwältin (RTL)